# Władysław Skowroński (komunista)
Władysław Skowroński pseud. Młot, Władek, Stary Władek (ur. 14 grudnia 1891, zm. w sierpniu 1943 w Radomsku) – działacz socjalistyczny i komunistyczny, sekretarz III Radomsko-Kieleckiego Obwodu PPR i dowódca III Obwodu GL.

## Życiorys
Od 1916 członek PPS. Pod koniec 1918 organizował Rady Delegatów Robotniczych w Warszawie. W 1922 wstąpił do KPP. Był sekretarzem Komitetu Dzielnicowego KPP Powiśle i Komitetu Dzielnicowego KPP Legionowo-Jabłonna, a od 1936 członkiem Komitetu Okręgowego KPP Warszawa-Prawa Podmiejska. W latach 1925–1927, 1934-1936 i 1937-1939 był więziony za działalność komunistyczną. W 1940 wstąpił do konspiracyjnej organizacji komunistycznej Rewolucyjne Rady Robotniczo-Chłopskie "Młot i Sierp", a na początku 1942 do PPR. Początkowo organizował komórki PPR w Małkini, następnie został sekretarzem Okręgu PPR Warszawa-Prawa Podmiejska. W styczniu 1943 został przeniesiony do Obwodu Radomsko-Kieleckiego, którego został sekretarzem. Wiosną 1943 został również dowódcą III Obwodu GL. 6 lipca 1943 został aresztowany przez gestapo i uwięziony w Radomsku, a następnie zamordowany.